# Huehuetla, Hidalgo
Huehuetla là một đô thị thuộc bang Hidalgo, México. Năm 2005, dân số của đô thị này là 22927 người.